# Stämjärn

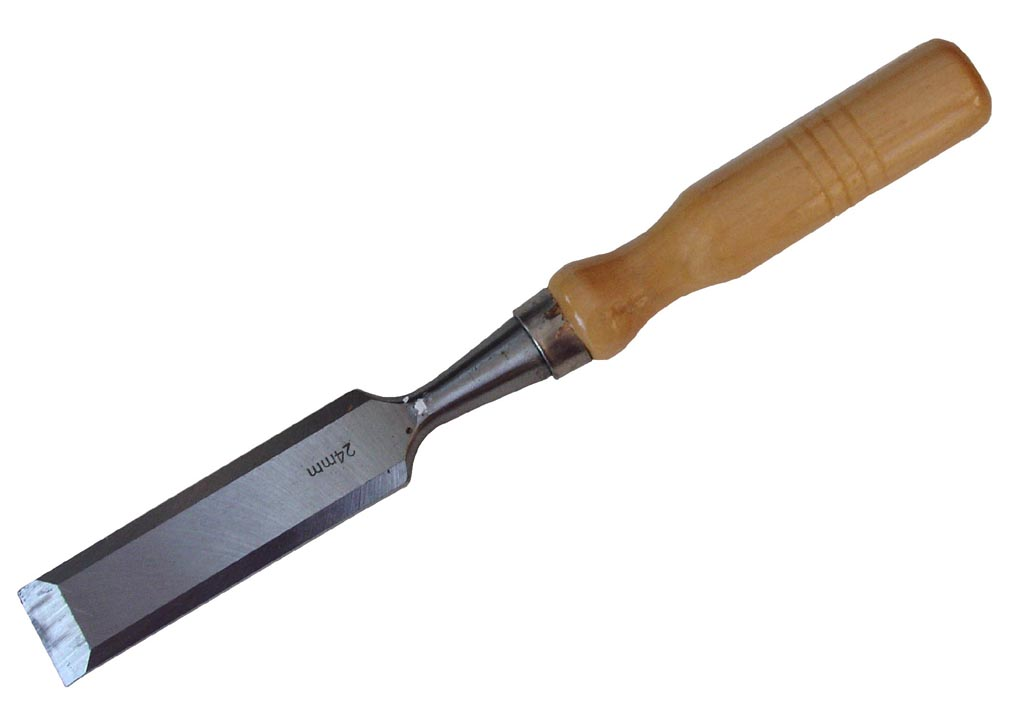
Ett stämjärn avsett för trä

Ett stämjärn är ett verktyg avsett för att bearbeta trä. Metallskäret på stämjärnet kan vara rakt eller skålformat. Det används för att hugga loss bitar och karva fram exempelvis ett motiv ur materialet. Vid slipning bör eggvinkeln för medelhårt trä vara 25 grader. För hårdare trä 30–40 grader och mjukare 15–20. 
Stämjärnet kan användas vid högtrycksbearbetning av trä vid grafisk formgivning.
Träskaftets ände är ofta förstärkt med en metallring, för att bättre tåla slag med träklubba eller hammare.
Ordet "stämjärn" är belagt i svenska språket sedan 1773.